# Rete mondiale dei geoparchi
La rete mondiale dei geoparchi (in inglese: Global Geoparks Network, in sigla: GGN) è un'organizzazione non-profit alla quale aderiscono gli UNESCO Global Geoparks. L'organizzazione è stata fondata a Parigi nel 2004 da un nucleo iniziale di 17 geoparchi europei e 8 geoparchi cinesi. Ogni due anni si tiene la Conferenza Internazionale sui Geoparchi, nella quale si revisionano i criteri di qualità che definiscono l'inclusione e l'eventuale esclusione delle aree protette e si valutano le nuove candidature. 
| Sessione | Anno | Luogo                | Data               |
| -------- | ---- | -------------------- | ------------------ |
| 1ª       | 2004 | Pechino, Cina        | giugno 27–luglio 7 |
| 2ª       | 2006 | Belfast, Regno Unito | settembre 17–21    |
| 3ª       | 2008 | Osnabrück, Germania  | giugno 22–26       |
| 4ª       | 2010 | Langkawi, Malaysia   | aprile 12–16       |
| 5ª       | 2012 | Unzen, Giappone      | maggio 12–15       |

A livello continentale sono più frequenti le riunioni della Rete Europea dei Geoparchi (European Geoparks Network) e dell'Asia Pacific Geoparks Network.

## Aree della rete
Ad aprile 2015 la rete mondiale dei geoparchi includeva 147 aree protette, distribuite in 40 stati diversi paesi.

### Austria
Parco naturale Eisenwurzen
Geoparco Alpes Cárnicos

### AustriaeSlovenia
Geoparco Karavanke/Karawanken

### Brasile
Geoparco Chapada do Araripe broken link

### Canada
Geoparco Stonhammer

### Cina
Geoparco Alaxa
Geoparco Danxiashan
Geoparco Fangshan
Geoparco Funiushan
Geoparco Hexigten National
Geoparco Hong Kong
Geoparco Huangshan (WH)
Geoparco Jingpohu
Geoparco Leiqiong
Geoparco Leye-Fengshan
Geoparco Longhushan
Geoparco Mount Lushan (WH)
Geoparco Mount Taishan (WH)
Geoparco Ningde
Geoparco Qinling Zhongnanshan
Geoparco Sanqingshan Global Geopark
Geoparco Shennongia
Geoparco Shilin (WH)
Geoparco Songshan
Geoparco Taining National
Geoparco Tianzhushan
Geoparco Wangwushan-Daimeishan
Geoparco Wudalianchi (MAB)
Geoparco Xingwen National
Geoparco Yandangshan National
Geoparco Yanqing
Geoparco Yuntaishan
Geoparco Zhangjiajie
Geoparco Zigong

### Croazia
Geoparco Papuk

### Rep. Ceca
Geoparco Bohemian Paradise Boemia

### Finlandia
Geoparco Rokua

### Francia
Riserva geologica dell'Alta Provenza
Geoparco Luberon
Geoparco Massif du Bauges
Geoparco Chablais

### Germania
Geoparco Bergstrasse–Odenwald
Geoparco Harz Braunschweiger Land Ostfalen
Geoparco de Swabian Albs
Geoparco Terra Vita
Geoparco Vulkaneifel - Renania-Palatinado

### GermaniaePolonia
Geoparco Muskau Arch

### Grecia
Geoparco Foresta Pietrificata di Lesbo
Parco naturale dello Psiloritis - Creta
Geoparco Geoparco Chelmos - Vouraikos - Peloponneso
Geoparco Vikos - Aoos

### Ungheria
Geoparco Bakony-Balaton

### UngheriaeSlovacchia
Geoparco Novohrad Nograd

### Islanda
Geoparco Katla

### India
Geoparco Global Batur

### Irlanda
Geoparco Copper Coast
Geoparco Burren and Cliffs of Moher

### IrlandaeRegno Unito
Geoparco Marble Arch Caves

### Italia
Parco naturale Adamello-Brenta
Geoparco dell'Alta Murgia
Parco del Beigua
Parco geominerario storico ed ambientale della Sardegna
Parco delle Madonie
Geoparco Majella - Abruzzo
Geoparco Rocca di Cerere
Geoparco Alpi Apuane
Geoparco Parco Minerario   - Toscana
Geoparco Parco nazionale del Cilento e Vallo di Diano - Campania
Geoparco Sesia Val Grande - Piemonte
Parco Nazionale del Pollino - Calabria, Basilicata
Parco nazionale dell'Aspromonte - Calabria 

### Giappone
Geoparco Itoigawa
Geoparco Muroto
Geoparco Oki islands Isole Oki
Geoparco San'in Kaigan
Geoparco Caldera Toya Vulcano Usu
Geoparco Area Vulcanica Unzen
Geoparco  Monte Aso

### Corea del Sud
Geoparco Jeju (WH)

### Malaysia
Geoparco Langkawi

### Paesi Bassi
Geoparco Hondsrug

### Norvegia
Geoparco Gea-Norvegica
Geoparco Magma

### Portogallo
Geoparco Arouca
Geoparco Naturtejo
Geoparco Azores

### Romania
Geoparco Paese dei dinosauri di Hațeg

### Slovenia
Geoparco Idrija

### Spagna
Geoparco Cabo de Gata-Níjar Cabo de Gata-Níjar -  Andalusia
Parco culturale del Maestrazgo -  Aragona
Geoparco de las Sierras Subbéticas -  Andalusia
Geoparco de Sobrarbe -  Aragona
Geoparco Villuercas-Ibores-Jara -  Estremadura
Geoparco Costa Vasca - País Vasco -  Paesi Baschi
Geoparco Sierra Norte de Sevilla Sierra Norte de Sevilla -  Andalusia
Geoparco Cataluña Central Cataluña Central - Catalogna
Geoparco de la Comarca de Molina de Aragón-Alto Tajo www.Geoparcomolina.com Archiviato il 20 febbraio 2017 in Internet Archive.- Castiglia-La Mancia
Geoparco de la Isla del Hierro. Islas Canarias  Canarie
Geoparco de la Isla de Lanzarote y Archipiélago Chinijo. Islas Canarias  Canarie

### Turchia
Geoparco Kula

### Regno Unito
Geoparco North Pennines A.O.N.B. -  Inghilterra
Geoparco North West Highlands -  Scozia
Geoparco del Fforest Fwar -  Galles
Geoparco English Riviera - Devon
Geoparco Geo Mon -  Galles
Geoparco Shetlands -  Inghilterra

### Uruguay
Geoparco Grutas del Palacio

### Vietnam
Geoparco Dong Van Karst